# Xeique Amade
Xeique Amade ibne Zainadim ibne Ibraim Alhaçai (em árabe: شيخ أحمد بن زين الدين بن إبراهيم الأحسائي‎; romaniz.: Shaykh Ahmad ibn Zayn al-Dín ibn Ibráhím al-Ahsá'í; 1753 - 1826), melhor conhecido como Xeique Amade, foi um líder religioso xiita nascido na Pérsia, no século XIX, que se destacou por sua busca e conhecimentos sobre o retorno do Imam Mahdi, o prometido Alcaim, que renovaria o islamismo e traria nova guia para a humanidade.
Nativo da região de Alhaça, na península Arábica, foi educado no Barém e nos centros teológicos de Najafe e Carbala, no Iraque.
Aos 40 anos deixou lar e parentes em uma das ilhas do golfo Pérsico e, após anos de estudo das profecias do Alcorão e dos hádice, obteve a certeza de que o prometido Messias surgiria na cidade de Xiraz, em 1844. Passou os últimos vinte anos de sua vida no Irã, onde recebeu a proteção e o patrocínio de príncipes do Império Cajar.
Por toda sua vida guardou segredo sobre os detalhes da chegada deste esperado líder islâmico, assim limitava-se a proclamar que todos se preparassem e a louvar a época e a cidade em que agora vivia.  Atraiu a atenção de muitos seguidores, que ficaram conhecidos como xeiques, mas jamais se sentiu seguro em transmitir detalhes de seu conhecimento, com exceção a seu discípulo e sucessor, Siyyid Kázim.